# Craugastor taurus
Craugastor taurus là một loài ếch trong họ Leptodactylidae.
Loài này có ở Costa Rica và Panama.
Các môi trường sống tự nhiên của chúng là các khu rừng ẩm ướt đất thấp nhiệt đới hoặc cận nhiệt đới và sông. Loài này đang bị đe dọa do mất môi trường sống.